# Гідроімпульсатор
Гідроімпульсатор (рос.гидроимпульсатор, англ. hydraulic impulses generator, нім. Hydroimpulsgenerator m) — пристрій для одержання імпульсних струменів рідини при перетворення стаціонарного потоку рідини в пульсаційний з періодичним підвищенням тиску.
Принцип дії гідроімпульсатора полягає в збудженні гідравлічних ударів, що періодично повторюються, шляхом зміни гідравлічного опору проточних каналів. Гідроімпульсатор працює у двох автоколивальних режимах:
- резонансному, що характеризується рівністю тривалості фази розгону рідини в ударному трубопроводі та фази закінчення через насадку (тиск у насадці перевищує вихідне в 2 рази);
- таранному, при якому тривалість фази розгону в кілька разів перевищує тривалість фази закінчення (тиск у насадці зростає у 3-6 разів).

Основні параметри: частота пульсацій тиску рідини в гідроімпульсаторі — 5-20 Гц. Продуктивність гідровідбійки вугілля струменями, що генеруються гідроімпульсатором в таранному режимі роботи, в 1,5-2 рази вище, ніж при використанні відповідних стаціонарних струменів.